# Guy Chevalier (hockey sur gazon)
Pour les articles homonymes, voir Guy Chevalier et Chevalier.
Guy C.J. Chevalier, né le 5 décembre 1910 à Sens (Yonne) et mort le 17 avril 1949 à Fontainebleau, est un ancien joueur français de hockey sur gazon, ayant évolué essentiellement au poste d'arrière.
Avec Robert Salarnier, Diran Manoukian, et Philippe Reynaud, il est le seul hockeyeur français à avoir participé à trois olympiades.

## Palmarès
- 1re sélection en équipe de France de hockey sur gazon: 4 avril 1925, à 14 ans et demi[2];
- 4e aux Jeux olympiques de 1936;
- Participation aux Jeux olympiques de 1928;
- Participation aux Jeux olympiques de 1948;
- Champion de France sur gazon avec le Lille Métropole Hockey Club (LMHC) : en 1928, 1936, et 1947.